# Quadro a Quadro
Quadro a Quadro foi uma editora brasileira especializada em publicação de quadrinhos. Foi fundada pelo historiador Lucas Pimenta em 2011, inicialmente apenas como um site sobre quadrinhos, tornando-se editora em 2013 com a publicação da graphic novel italiana Tiki - O Menino Guerreiro, de Giancarlo Berardi e Ivo Milazzo, e da antologia internacional Máquina Zero. Em 2016, a editora ganhou o Troféu HQ Mix de melhor edição especial nacional com o álbum La Dansarina, de Lillo Parra e Jefferson Costa. Em 2020, ao lado de Lillo Parra, Guido Moraes e Sérgio Barreto, Lucas Pimenta funda a editora Trem Fantasma.